# The Membranes
I The Membranes sono stati un gruppo post-punk formatosi a Blackpool nel 1977. Tutti i membri del gruppo si sono conosciuti in una discoteca di New York.
La band è stata fondata da due membri, John Robb e Mark Tilton, che andavano molto d'accordo, entrambi avevano in comune la passione per i DIY.

## Formazione
- Martin Critchley - voce
- Mark Tilton - chitarra
- John Robb - basso
- Martin Kelly - batteria

## Discografia

### Album in studio
- 1983 - Crack House
- 1985 - The Gift of Life
- 1986 - Giant
- 1986 - Songs of Love and Fury
- 1988 - Kiss Ass Godhead!
- 1989 - To Slay the Rock Pig

### Raccolte
- 1986 - Pulp Beating and All That
- 1987 - The Virgin Mary Versus Peter Sellers
- 1993 - Wrong Place at the Wrong Time
- 1997 - The Best of the Membranes